# Corpi nudi
Pour plus de détails, voir Fiche technique et Distribution.
Corpi nudi est un film dramatique érotique italien réalisé par Amasi Damiani et sorti en 1983.

## Synopsis
Le photographe Luciano a perdu l'usage de ses jambes dans un accident et ce malheur non seulement le déprime profondément mais le pousse aussi à abandonner la femme qu'il aime. Il tente de la pousser dans les bras d'un autre homme, mais lorsque la femme se rend compte de la vérité, elle décide de partir d'elle-même, non sans avoir déclaré à Luciano que ce serait un sacrifice pour elle de continuer à vivre avec lui. 

## Fiche technique
- Titre original italien : Corpi nudi[1]
- Réalisateur : Amasi Damiani (sous le nom de « Joseph Mallory »)
- Scénario : Amasi Damiani (sous le nom de « Joseph Mallory »)
- Photographie : Felice De Maria
- Montage : Franco Malvestito
- Musique : Nedo Benvenuti
- Sociétés de production : Sidaf, L'Andromeda Film
- Société de distribution : M.M. Cinematografica (Italie)
- Pays de production :  Italie
- Langue originale : italien
- Format : Couleurs - Son mono - 35 mm
- Durée : 70 minutes
- Genre : Drame érotique
- Dates de sortie :
  - Italie : 1983

## Distribution
- Gianni Dei : le photographe Luciano
- Rosy Navarro : Ines
- Guia Lauri Filzi : l'amie d'Ines
- Alfonso Gaipa :
- Marisa Mell : Marisa
- Femi Benussi : Femi